# Cynodon barberi
Cynodon barberi är en gräsart som beskrevs av Rang. och Tadul.. Cynodon barberi ingår i släktet hundtandsgrässläktet, och familjen gräs. Inga underarter finns listade i Catalogue of Life.